# Woleai
Woleai är en ö i Mikronesiska federationen.   Den ligger i kommunen Woleai Municipality och delstaten Yap, i den västra delen av landet, 1 600 km väster om huvudstaden Palikir. Arean är 4,5 kvadratkilometer.
Terrängen på Woleai är mycket platt. Öns högsta punkt är 16 meter över havet. Den sträcker sig 1,9 kilometer i nord-sydlig riktning, och 1,5 kilometer i öst-västlig riktning.